# Усенбаев, Алымкул
Алымкул Усенбаев (кирг. Үсөнбаев Алымкул; 1894, с. Кара-Арча, Аулиеатинский уезд, Сырдарьинская область, Российская империя — 1963, Фрунзе, Киргизская ССР) — советский киргизский акын-импровизатор, член Союза писателей СССР (с 1938 года). Народный артист Киргизской ССР (с 1939 года).
Все произведения устного народного творчества, воссозданные акыном, являются подлинными шедеврами киргизской народной поэзии. В годы войны Алымкул слагал целый ряд стихотворений и песен, посвящённых героическим подвигам советских людей на фронтах и в тылу, воспевал подвиг 28 героев-панфиловцев. Алымкул Усенбаев — автор около тридцати книг, объединяющих в себе песни, поэмы и сказки. Многие из его произведений переведены на русский язык.

## Краткая биография
Народный акын-импровизатор, ученик Токтогула, Алымкул Усенбаев родился в 1894 году в селе Кара-Арча (ныне — Манасский район Таласской области) в семье бедняка.
С двенадцати лет, лишившись отца, Алымкул батрачил у баев, испытывал на себе всю тяжесть бедняцкой жизни. Четырнадцатилетним подростом будущий акын начинал выступать как импровизатор и комузист. Постепенно круг его слушателей расширялся. Приехавший в Таласскую долину прославленный любимец киргизского народа Токтогул Сатылганов заметил талант у Алымкула и сделал его своим учеником. Вместе они разъезжали по аилам Таласской долины и югу Кыргызстана. Токтогул учил Усенбаева не только технике импровизации, он обратил его внимание на идейно-художественное наполнение песен. Продолжая традиции своего учителя, Алымкул Усенбаев проявлял большую заботу о характере содержания и качестве своих произведений.
После продолжительной болезни, акын-импровизатор Алымкул Усенбаев умер в 1963 году. Похоронен на Ала-Арчинском кладбище.

## Творчество
С первых дней Октябрьской революции акын стал глашатаем новой жизни. Он разъезжал по аилам, выступал перед тружениками с песнями, в которых славил Советскую власть, Ленина и Коммунистическую партию, которые вывели киргизский народ из нищеты и рабства к светлой счастливой жизни. В 1927 году таласские манапы пытались выдать певца чаткальским басмачам, но киргизский народ защитил его. В 1931 году Усенбаев одним из первых вступил в колхоз, активно участвовал в общественной жизни, своими песнями помогал утверждению нового строя. В 1936 году акын принимал участие в республиканской олимпиаде художественной самодеятельности и остался в Кыргызской государственной филармонии солистом-импровизатором. В 1938 году Киргизское государственное издательство выпустило первую книгу песен Алымкула Усенбаева «Стихи». В самый канун Великой Отечественной войны вышла в свет большая поэма акына «Олджобай и Кишимджан». В 1939 году ему присвоили звание народного артиста Киргизской ССР. Уже в 1940 году вышел его второй сборник стихов и поэм. Усенбаев был депутатом Верховного Совета Киргизской ССР четырёх созывов.

## Память
- Комитет по образованию, науке, культуре и информационной политике Жогорку Кенеша Кыргызстана в 2009 году одобрил постановление по увековечиванию памяти Алымкула Усенбаева «Об увековечении памяти великого кыргызского акына Алымкула Усенбаева». Правительству республики было поручено рассмотреть вопросы об организации мероприятий, приуроченных к 115-летию со дня рождения акына и установки в Бишкеке его памятника[6].
- 20 августа 2019 года была выпущена марка, посвящённая акыну[7].

## Награды
- Орден Ленина[3];
- Два ордена Трудового Красного Знамени (31.01.1939[8] и 01.11.1958)[3];
- Орден Красной Звезды[3];
- Медаль «За доблестный труд в Великой Отечественной войне 1941—1945 гг.»[3];
- Почётные грамоты Президиума Верховного Совета Киргизской ССР[3].

## Произведения и звукозаписи
Книги на русском языке
- Усенбаев А. Присяга : Стихи и песни. — Фрунзе: Киргизгосиздат, 1941. — 19 с.
- Усенбаев А. Моя земля : Стихи. — М.: Гослитиздат, 1954. — 51 с.
- Усенбаев А. Комуз : Стихи и поэмы. — Фрунзе: Киргизгосиздат, 1958. — 144 с.
- Усенбаев А. Человек и тигр : Легенда. — Фрунзе: Киргизучпедгиз, 1958. — 15 с.
- Усенбаев А. Жаныл Мырза. — Фрунзе: Киргизгосиздат, 1958. — 52 с.
- Усенбаев А. Сказание об охотнике Коджожаше : Киргизский эпос. — Фрунзе: Киргизгосиздат, 1958. — 182 с.
- Усенбаев А. Олджобай и Кишимджан. — Фрунзе: Киргизгосиздат, 1958. — 81 с.
- Усенбаев А. Сказание о Саринджи : Киргизский эпос. — Фрунзе: Киргизучпедгиз, 1958. — 81 с.
- Усенбаев А. Человек и тигр : Легенда / пер. с кирг. Ронкин М. — Фрунзе: Мектеп, 1976. — 14 с.
- Усенбаев А. Человек и тигр : Легенда / пер. с кирг. Ронкин М. — Фрунзе: Мектеп, 1984. — 12 с.

Книги на киргизском языке
- Усенбаев А. Стихи (киргиз.). — Фрунзе: Киргизгосиздат, 1938. — 34 с.
- Усенбаев А. Кожожаш (киргиз.). — Фрунзе: Киргизгосиздат, 1938. — 157 с.
- Усенбаев А. Саринджи-Бокой (киргиз.). — Фрунзе—Казань: Киргизгосиздат, 1938. — 218 с.
- Усенбаев А. Человек верхом на тигре (киргиз.). — Фрунзе—Казань: Киргизгосиздат, 1939. — 16 с.
- Усенбаев А. Стихи и поэмы : Второй сборник (киргиз.). — Фрунзе—Казань: Киргизгосиздат, 1940. — 92 с.
- Усенбаев А. Олджобай и Кишимджан (киргиз.). — Фрунзе—Казань: Киргизгосиздат, 1940. — 190 с.
- Усенбаев А. Сражающимся храбрецам (киргиз.). — Фрунзе: Киргизгосиздат, 1942. — 88 с.
- Усенбаев А. Сборник стихов (киргиз.). — Фрунзе: Киргизгосиздат, 1947. — 54 с.
- Усенбаев А. Комуз : Избранные стихи (киргиз.). — Фрунзе: Киргизгосиздат, 1949. — 181 с.
- Усенбаев А. Великий друг (киргиз.). — Фрунзе: Киргизгосиздат, 1950. — 99 с.
- Усенбаев А. Стихи о мире и труде : Сборник стихов (киргиз.). — Фрунзе: Киргизгосиздат, 1954. — 131 с.
- Усенбаев А. Избранные стихи (киргиз.). — Фрунзе: Киргизгосиздат, 1955. — 376 с.
- Усенбаев А. Кожожаш (киргиз.). — Фрунзе: Киргизгосиздат, 1956. — 155 с.
- Усенбаев А. Олджобай и Кишимджан (киргиз.). — Фрунзе: Киргизгосиздат, 1956. — 158 с.
- Усенбаев А. Горный соловей : Новые стихи (киргиз.). — Фрунзе: Киргизгосиздат, 1956. — 163 с.
- Усенбаев А. Первая бригада : Стихи и поэма (киргиз.). — Фрунзе: Киргизгосиздат, 1957. — 182 с.
- Усенбаев А. Счастливая детвора : Стихи (киргиз.). — Фрунзе: Киргизучпедгиз, 1957. — 40 с.
- Усенбаев А. Саринджи-Бокой : Поэма (киргиз.). — Фрунзе: Киргизгосиздат, 1958. — 155 с.
- Усенбаев А. Избранные произведения (киргиз.). — Фрунзе: Киргизгосиздат, 1960. — 480 с.
- Усенбаев А. Козолшаа : Народная сказка (киргиз.). — Фрунзе: Киргизучпедгиз, 1961. — 108 с.
- Усенбаев А. В стороне Аксы : Сборник стихов (киргиз.). — Фрунзе: Киргизгосиздат, 1962. — 116 с.
- Усенбаев А. Песнь о счастье : Сборник стихов (киргиз.). — Фрунзе: Киргизгосиздат, 1963. — 89 с.
- Усенбаев А. Посвящение : Стихи (киргиз.). — Фрунзе: Мектеп, 1964. — 123 с.
- Усенбаев А. Избранные произведения (киргиз.). — Фрунзе: Кыргызстан, 1965. — 384 с.
- Усенбаев А. Саринджи-Бокей : Эпос. — Фрунзе: Кыргызстан, 1981. — 198 с.

Звукозаписи
- Усенбаев А. Акын-импровизатор Алымкул Усенбаев : Творческий портрет // Мелодия : звукозапись  / Автор текста и ведущий: Алагушев Б., исполн.: Усенбаев А. — М., 1984.